# 경연 효자비 및 묘소
경연 효자비 및 묘소는 충청북도 청주시 상당구에 있다. 2016년 3월 18일 청주시의 향토유적 제33호로 지정되었다.

## 개요
만고효자라 칭송될 만큼 조선시대의 대표적인 효자이며 청주지역 유림의 중심인 신항서원에 배향된 9현의 한 분으로서 지역의 역사와 인성교육에 중요한 인물의 묘소와 효자비이다.